# 布伦顿·里卡德
布伦顿·里卡德（Brenton Rickard，1983年10月19日—），生於布里斯班，是一名澳大利亚男子游泳运动员，主攻蛙泳。曾参加2008年和2012年两届奥运，其中在2008年北京奥运斩获两枚银牌，而在2012年伦敦奥运则斩获一枚铜牌。